# Julian Schmid
Julian Schmid, född 1 september 1999, är en tysk utövare av nordisk kombination.
Julian Schmid ingick i det tyska lag som vann silver i lagtävlingen i olympiska vinterspelen 2022. Han har även tagit 4 VM-silver. 3 stycken i Planica 2023 och ett i Trondheim 2025.